# Andrew Bailey
Andrew Scott Bailey (ur. 31 maja 1984) – amerykański baseballista, który występował na pozycji miotacza (relief pitchera).

## Przebieg kariery
Bailey studiował w Wagner College, gdzie w latach 2003–2006 występował w drużynie Wagner Seahawks. W 2006 został wybrany w szóstej rundzie draftu przez Oakland Athletics i początkowo grał w klubach farmerskich tego zespołu, między innymi w Sacramento River Cats, reprezentującym poziom Triple-A. W Major League Baseball zadebiutował 6 kwietnia 2009 w meczu przeciwko Los Angeles Angels of Anaheim.
W sezonie 2009 po raz pierwszy wystąpił w Meczu Gwiazd, a także mając 26 save'ów (1. wynik spośród debiutanów) i przy wskaźniku ERA 1,84 (1. wynik spośród debiutantów), otrzymał nagrodę MLB Rookie of the Year Award w American League. W styczniu 2010 numer 17, z którym występował podczas gry w Wagner Seahawks, został zastrzeżony przez Wagner College.
W grudniu 2011 w ramach wymiany zawodników przeszedł do Boston Red Sox. W lutym 2014 podpisał roczny, niegwarantowany kontrakt z New York Yankees, zaś w grudniu 2015 niegwarantowaną umowę z Philadelphia Phillies. 20 kwietnia 2016 otrzymał powołanie do 40-osobowego składu Phillies na występy w MLB.
W sierpniu 2016 podpisał niegwarantowany kontrakt z Los Angeles Angels of Anaheim.

## Nagrody i wyróżnienia
| Nagroda/wyróżnienie         | Lata       | Źródło |
| 2× All-Star                 | 2009, 2010 | [ 2 ]  |
| AL Rookie of the Year Award | 2009       | [ 5 ]  |